# Trichordestra illabefacta
Trichordestra illabefacta är en fjärilsart som beskrevs av Morrison 1874. Trichordestra illabefacta ingår i släktet Trichordestra och familjen nattflyn. Inga underarter finns listade i Catalogue of Life.